# Tirreno-Adriatico 2020
La 55e édition de Tirreno-Adriatico a eu lieu du 7 au 14 septembre 2020 en Italie, après avoir été reportée en raison de la pandémie de Covid-19. La course fait partie du calendrier UCI World Tour 2020 en catégorie 2.UWT. Cette édition a été remportée par le Britannique Simon Yates.

## Présentation

### Parcours
La course part de Lido di Camaiore et se termine à San Benedetto del Tronto sur un parcours total de 1138,1 kilomètres.

### Équipes
Vingt-cinq équipes disputent Tirreno-Adriatico : les dix-neuf UCI WorldTeams et six UCI ProTeams.
| WorldTeams (19)- AG2R La Mondiale - Astana - Bahrain McLaren - Bora-Hansgrohe - CCC Team - Cofidis - Deceuninck-Quick Step - EF Pro Cycling - Groupama-FDJ - Israel Start-Up Nation - Lotto Soudal - Mitchelton-Scott - Movistar Team - NTT Pro Cycling - Ineos Grenadiers - Jumbo-Visma - Team Sunweb - Trek-Segafredo - UAE Team Emirates ProTeams (6)- Total Direct Énergie - Androni Giocattoli-Sidermec - Bardiani CSF Faizanè - Gazprom-RusVelo - Alpecin-Fenix - Vini Zabù-KTM |
| |

## Étapes
| Étape     | Date     | Villes étapes                                       | type                        | Distance (km) | Vainqueur d'étape    | Leader du classement général |
| --------- | -------- | --------------------------------------------------- | --------------------------- | ------------- | -------------------- | ---------------------------- |
| 1re étape | 7 sept.  | Lido di Camaiore – Lido di Camaiore                 | étape de plaine             | 134           | Pascal Ackermann     | Pascal Ackermann             |
| 2e étape  | 8 sept.  | Camaiore – Follonica                                | étape de plaine             | 198           | Pascal Ackermann     | Pascal Ackermann             |
| 3e étape  | 9 sept.  | Follonica – Saturnia                                | étape de moyenne montagne   | 217           | Michael Woods        | Michael Woods                |
| 4e étape  | 10 sept. | Terni – Cascia                                      | étape de montagne           | 194           | Lucas Hamilton       | Michael Woods                |
| 5e étape  | 11 sept. | Norcia – Sassotetto                                 | étape de montagne           | 202           | Simon Yates          | Simon Yates                  |
| 6e étape  | 12 sept. | Castelfidardo – Senigallia                          | étape de plaine             | 171           | Tim Merlier          | Simon Yates                  |
| 7e étape  | 13 sept. | Pieve Torina – Lorette                              | étape vallonnée             | 181           | Mathieu van der Poel | Simon Yates                  |
| 8e étape  | 14 sept. | San Benedetto del Tronto – San Benedetto del Tronto | contre-la-montre individuel | 10,1          | Filippo Ganna        | Simon Yates                  |

## Déroulement de la course

### 1reétape
| \| Classement de l'étape \| Classement de l'étape \| Classement de l'étape \| Classement de l'étape \| Classement de l'étape \| \| Coureur \| Coureur \| Pays \| Équipe \| Temps \| \| --------------------- \| --------------------- \| --------------------- \| ---------------------- \| --------------------- \| \| 1er \| Pascal Ackermann \| Allemagne \| Bora-Hansgrohe \| 2 h 57 min 55 s \| \| 2e \| Fernando Gaviria \| Colombie \| UAE Team Emirates \| + 0 s \| \| 3e \| Magnus Cort Nielsen \| Danemark \| EF Pro Cycling \| + 0 s \| \| 4e \| Szymon Sajnok \| Pologne \| CCC Team \| + 0 s \| \| 5e \| Davide Cimolai \| Italie \| Israel Start-Up Nation \| + 0 s \| \| 6e \| Andrea Vendrame \| Italie \| AG2R La Mondiale \| + 0 s \| \| 7e \| Jonas Rickaert \| Belgique \| Alpecin-Fenix \| + 0 s \| \| 8e \| Romain Seigle \| France \| Groupama-FDJ \| + 0 s \| \| 9e \| Piet Allegaert \| Belgique \| Cofidis \| + 0 s \| \| 10e \| Pascal Eenkhoorn \| Pays-Bas \| Jumbo-Visma \| + 0 s \| |                     |           |                        |                 |
| |                     |           |                        |                 |
| Source : ProCyclingStats |                     |           |                        |                 |
| Classement de l'étape |                     |           |                        |                 |
| Coureur | Coureur             | Pays      | Équipe                 | Temps           |
| 1er | Pascal Ackermann    | Allemagne | Bora-Hansgrohe         | 2 h 57 min 55 s |
| 2e | Fernando Gaviria    | Colombie  | UAE Team Emirates      | + 0 s           |
| 3e | Magnus Cort Nielsen | Danemark  | EF Pro Cycling         | + 0 s           |
| 4e | Szymon Sajnok       | Pologne   | CCC Team               | + 0 s           |
| 5e | Davide Cimolai      | Italie    | Israel Start-Up Nation | + 0 s           |
| 6e | Andrea Vendrame     | Italie    | AG2R La Mondiale       | + 0 s           |
| 7e | Jonas Rickaert      | Belgique  | Alpecin-Fenix          | + 0 s           |
| 8e | Romain Seigle       | France    | Groupama-FDJ           | + 0 s           |
| 9e | Piet Allegaert      | Belgique  | Cofidis                | + 0 s           |
| 10e | Pascal Eenkhoorn    | Pays-Bas  | Jumbo-Visma            | + 0 s           |

| \| Classement général \| Classement général \| Classement général \| Classement général \| Classement général \| \| Coureur \| Coureur \| Pays \| Équipe \| Temps \| \| ------------------ \| ------------------- \| ------------------ \| --------------------------- \| ------------------ \| \| 1er \| Pascal Ackermann \| Allemagne \| Bora-Hansgrohe \| 2 h 57 min 45 s \| \| 2e \| Fernando Gaviria \| Colombie \| UAE Team Emirates \| + 4 s \| \| 3e \| Magnus Cort Nielsen \| Danemark \| EF Pro Cycling \| + 6 s \| \| 4e \| Paul Martens \| Allemagne \| Jumbo-Visma \| + 7 s \| \| 5e \| Simon Pellaud \| Suisse \| Androni Giocattoli-Sidermec \| + 8 s \| \| 6e \| Michael Matthews \| Australie \| Team Sunweb \| + 9 s \| \| 7e \| Szymon Sajnok \| Pologne \| CCC Team \| + 10 s \| \| 8e \| Davide Cimolai \| Italie \| Israel Start-Up Nation \| + 10 s \| \| 9e \| Andrea Vendrame \| Italie \| AG2R La Mondiale \| + 10 s \| \| 10e \| Jonas Rickaert \| Belgique \| Alpecin-Fenix \| + 10 s \| |                     |           |                             |                 |
| |                     |           |                             |                 |
| Source : ProCyclingStats |                     |           |                             |                 |
| Classement général |                     |           |                             |                 |
| Coureur | Coureur             | Pays      | Équipe                      | Temps           |
| 1er | Pascal Ackermann    | Allemagne | Bora-Hansgrohe              | 2 h 57 min 45 s |
| 2e | Fernando Gaviria    | Colombie  | UAE Team Emirates           | + 4 s           |
| 3e | Magnus Cort Nielsen | Danemark  | EF Pro Cycling              | + 6 s           |
| 4e | Paul Martens        | Allemagne | Jumbo-Visma                 | + 7 s           |
| 5e | Simon Pellaud       | Suisse    | Androni Giocattoli-Sidermec | + 8 s           |
| 6e | Michael Matthews    | Australie | Team Sunweb                 | + 9 s           |
| 7e | Szymon Sajnok       | Pologne   | CCC Team                    | + 10 s          |
| 8e | Davide Cimolai      | Italie    | Israel Start-Up Nation      | + 10 s          |
| 9e | Andrea Vendrame     | Italie    | AG2R La Mondiale            | + 10 s          |
| 10e | Jonas Rickaert      | Belgique  | Alpecin-Fenix               | + 10 s          |

### 2eétape
| \| Classement de l'étape \| Classement de l'étape \| Classement de l'étape \| Classement de l'étape \| Classement de l'étape \| \| Coureur \| Coureur \| Pays \| Équipe \| Temps \| \| --------------------- \| --------------------- \| --------------------- \| --------------------------- \| --------------------- \| \| 1er \| Pascal Ackermann \| Allemagne \| Bora-Hansgrohe \| 5 h 01 min 53 s \| \| 2e \| Fernando Gaviria \| Colombie \| UAE Team Emirates \| + 0 s \| \| 3e \| Rick Zabel \| Allemagne \| Israel Start-Up Nation \| + 0 s \| \| 4e \| Davide Ballerini \| Italie \| Deceuninck-Quick Step \| + 0 s \| \| 5e \| Tim Merlier \| Belgique \| Alpecin-Fenix \| + 0 s \| \| 6e \| Davide Cimolai \| Italie \| Israel Start-Up Nation \| + 0 s \| \| 7e \| Lorrenzo Manzin \| France \| Total Direct Énergie \| + 0 s \| \| 8e \| Luca Pacioni \| Italie \| Androni Giocattoli-Sidermec \| + 0 s \| \| 9e \| Florian Vermeersch \| Belgique \| Lotto-Soudal \| + 0 s \| \| 10e \| Mike Teunissen \| Pays-Bas \| Jumbo-Visma \| + 0 s \| |                    |           |                             |                 |
| |                    |           |                             |                 |
| Source : ProCyclingStats |                    |           |                             |                 |
| Classement de l'étape |                    |           |                             |                 |
| Coureur | Coureur            | Pays      | Équipe                      | Temps           |
| 1er | Pascal Ackermann   | Allemagne | Bora-Hansgrohe              | 5 h 01 min 53 s |
| 2e | Fernando Gaviria   | Colombie  | UAE Team Emirates           | + 0 s           |
| 3e | Rick Zabel         | Allemagne | Israel Start-Up Nation      | + 0 s           |
| 4e | Davide Ballerini   | Italie    | Deceuninck-Quick Step       | + 0 s           |
| 5e | Tim Merlier        | Belgique  | Alpecin-Fenix               | + 0 s           |
| 6e | Davide Cimolai     | Italie    | Israel Start-Up Nation      | + 0 s           |
| 7e | Lorrenzo Manzin    | France    | Total Direct Énergie        | + 0 s           |
| 8e | Luca Pacioni       | Italie    | Androni Giocattoli-Sidermec | + 0 s           |
| 9e | Florian Vermeersch | Belgique  | Lotto-Soudal                | + 0 s           |
| 10e | Mike Teunissen     | Pays-Bas  | Jumbo-Visma                 | + 0 s           |

| \| Classement général \| Classement général \| Classement général \| Classement général \| Classement général \| \| Coureur \| Coureur \| Pays \| Équipe \| Temps \| \| ------------------ \| ------------------- \| ------------------ \| --------------------------- \| ------------------ \| \| 1er \| Pascal Ackermann \| Allemagne \| Bora-Hansgrohe \| 7 h 59 min 28 s \| \| 2e \| Fernando Gaviria \| Colombie \| UAE Team Emirates \| + 8 s \| \| 3e \| Magnus Cort Nielsen \| Danemark \| EF Pro Cycling \| + 16 s \| \| 4e \| Rick Zabel \| Allemagne \| Israel Start-Up Nation \| + 16 s \| \| 5e \| Nicola Bagioli \| Italie \| Androni Giocattoli-Sidermec \| + 17 s \| \| 6e \| Paul Martens \| Allemagne \| Jumbo-Visma \| + 17 s \| \| 7e \| Simon Pellaud \| Suisse \| Androni Giocattoli-Sidermec \| + 18 s \| \| 8e \| Michael Matthews \| Australie \| Team Sunweb \| + 19 s \| \| 9e \| Davide Cimolai \| Italie \| Israel Start-Up Nation \| + 20 s \| \| 10e \| Lorrenzo Manzin \| France \| Total Direct Énergie \| + 20 s \| |                     |           |                             |                 |
| |                     |           |                             |                 |
| Source : ProCyclingStats |                     |           |                             |                 |
| Classement général |                     |           |                             |                 |
| Coureur | Coureur             | Pays      | Équipe                      | Temps           |
| 1er | Pascal Ackermann    | Allemagne | Bora-Hansgrohe              | 7 h 59 min 28 s |
| 2e | Fernando Gaviria    | Colombie  | UAE Team Emirates           | + 8 s           |
| 3e | Magnus Cort Nielsen | Danemark  | EF Pro Cycling              | + 16 s          |
| 4e | Rick Zabel          | Allemagne | Israel Start-Up Nation      | + 16 s          |
| 5e | Nicola Bagioli      | Italie    | Androni Giocattoli-Sidermec | + 17 s          |
| 6e | Paul Martens        | Allemagne | Jumbo-Visma                 | + 17 s          |
| 7e | Simon Pellaud       | Suisse    | Androni Giocattoli-Sidermec | + 18 s          |
| 8e | Michael Matthews    | Australie | Team Sunweb                 | + 19 s          |
| 9e | Davide Cimolai      | Italie    | Israel Start-Up Nation      | + 20 s          |
| 10e | Lorrenzo Manzin     | France    | Total Direct Énergie        | + 20 s          |

### 3eétape
| \| Classement de l'étape \| Classement de l'étape \| Classement de l'étape \| Classement de l'étape \| Classement de l'étape \| \| Coureur \| Coureur \| Pays \| Équipe \| Temps \| \| --------------------- \| --------------------- \| --------------------- \| --------------------- \| --------------------- \| \| 1er \| Michael Woods \| Canada \| EF Pro Cycling \| 5 h 19 min 46 s \| \| 2e \| Rafał Majka \| Pologne \| Bora-Hansgrohe \| + 1 s \| \| 3e \| Wilco Kelderman \| Pays-Bas \| Team Sunweb \| + 20 s \| \| 4e \| Patrick Konrad \| Autriche \| Bora-Hansgrohe \| + 20 s \| \| 5e \| Aleksandr Vlasov \| Russie \| Astana \| + 20 s \| \| 6e \| Sergio Henao \| Colombie \| UAE Team Emirates \| + 20 s \| \| 7e \| Tanel Kangert \| Estonie \| EF Pro Cycling \| + 20 s \| \| 8e \| Fausto Masnada \| Italie \| Deceuninck-Quick Step \| + 20 s \| \| 9e \| Jakob Fuglsang \| Danemark \| Astana \| + 20 s \| \| 10e \| Geraint Thomas \| Royaume-Uni \| Ineos Grenadiers \| + 20 s \| |                  |             |                       |                 |
| |                  |             |                       |                 |
| Source : ProCyclingStats |                  |             |                       |                 |
| Classement de l'étape |                  |             |                       |                 |
| Coureur | Coureur          | Pays        | Équipe                | Temps           |
| 1er | Michael Woods    | Canada      | EF Pro Cycling        | 5 h 19 min 46 s |
| 2e | Rafał Majka      | Pologne     | Bora-Hansgrohe        | + 1 s           |
| 3e | Wilco Kelderman  | Pays-Bas    | Team Sunweb           | + 20 s          |
| 4e | Patrick Konrad   | Autriche    | Bora-Hansgrohe        | + 20 s          |
| 5e | Aleksandr Vlasov | Russie      | Astana                | + 20 s          |
| 6e | Sergio Henao     | Colombie    | UAE Team Emirates     | + 20 s          |
| 7e | Tanel Kangert    | Estonie     | EF Pro Cycling        | + 20 s          |
| 8e | Fausto Masnada   | Italie      | Deceuninck-Quick Step | + 20 s          |
| 9e | Jakob Fuglsang   | Danemark    | Astana                | + 20 s          |
| 10e | Geraint Thomas   | Royaume-Uni | Ineos Grenadiers      | + 20 s          |

| \| Classement général \| Classement général \| Classement général \| Classement général \| Classement général \| \| Coureur \| Coureur \| Pays \| Équipe \| Temps \| \| ------------------ \| ------------------ \| ------------------ \| --------------------- \| ------------------ \| \| 1er \| Michael Woods \| Canada \| EF Pro Cycling \| 13 h 19 min 24 s \| \| 2e \| Rafał Majka \| Pologne \| Bora-Hansgrohe \| + 5 s \| \| 3e \| Wilco Kelderman \| Pays-Bas \| Team Sunweb \| + 26 s \| \| 4e \| Geraint Thomas \| Royaume-Uni \| Ineos Grenadiers \| + 30 s \| \| 5e \| Patrick Konrad \| Autriche \| Bora-Hansgrohe \| + 30 s \| \| 6e \| Sergio Henao \| Colombie \| UAE Team Emirates \| + 30 s \| \| 7e \| Fausto Masnada \| Italie \| Deceuninck-Quick Step \| + 30 s \| \| 8e \| Tanel Kangert \| Estonie \| EF Pro Cycling \| + 30 s \| \| 9e \| Simon Yates \| Royaume-Uni \| Mitchelton-Scott \| + 30 s \| \| 10e \| Aleksandr Vlasov \| Russie \| Astana \| + 30 s \| |                  |             |                       |                  |
| |                  |             |                       |                  |
| Source : ProCyclingStats |                  |             |                       |                  |
| Classement général |                  |             |                       |                  |
| Coureur | Coureur          | Pays        | Équipe                | Temps            |
| 1er | Michael Woods    | Canada      | EF Pro Cycling        | 13 h 19 min 24 s |
| 2e | Rafał Majka      | Pologne     | Bora-Hansgrohe        | + 5 s            |
| 3e | Wilco Kelderman  | Pays-Bas    | Team Sunweb           | + 26 s           |
| 4e | Geraint Thomas   | Royaume-Uni | Ineos Grenadiers      | + 30 s           |
| 5e | Patrick Konrad   | Autriche    | Bora-Hansgrohe        | + 30 s           |
| 6e | Sergio Henao     | Colombie    | UAE Team Emirates     | + 30 s           |
| 7e | Fausto Masnada   | Italie      | Deceuninck-Quick Step | + 30 s           |
| 8e | Tanel Kangert    | Estonie     | EF Pro Cycling        | + 30 s           |
| 9e | Simon Yates      | Royaume-Uni | Mitchelton-Scott      | + 30 s           |
| 10e | Aleksandr Vlasov | Russie      | Astana                | + 30 s           |

### 4eétape
| \| Classement de l'étape \| Classement de l'étape \| Classement de l'étape \| Classement de l'étape \| Classement de l'étape \| \| Coureur \| Coureur \| Pays \| Équipe \| Temps \| \| --------------------- \| --------------------- \| --------------------- \| --------------------- \| --------------------- \| \| 1er \| Lucas Hamilton \| Australie \| Mitchelton-Scott \| 4 h 46 min 22 s \| \| 2e \| Fausto Masnada \| Italie \| Deceuninck-Quick Step \| + 0 s \| \| 3e \| Michael Woods \| Canada \| EF Pro Cycling \| + 10 s \| \| 4e \| Aleksandr Vlasov \| Russie \| Astana \| + 10 s \| \| 5e \| Geraint Thomas \| Royaume-Uni \| Ineos Grenadiers \| + 10 s \| \| 6e \| Wilco Kelderman \| Pays-Bas \| Team Sunweb \| + 10 s \| \| 7e \| Jack Haig \| Australie \| Mitchelton-Scott \| + 10 s \| \| 8e \| Rafał Majka \| Pologne \| Bora-Hansgrohe \| + 10 s \| \| 9e \| James Knox \| Royaume-Uni \| Deceuninck-Quick Step \| + 10 s \| \| 10e \| Simon Yates \| Royaume-Uni \| Mitchelton-Scott \| + 10 s \| |                  |             |                       |                 |
| |                  |             |                       |                 |
| Source : ProCyclingStats |                  |             |                       |                 |
| Classement de l'étape |                  |             |                       |                 |
| Coureur | Coureur          | Pays        | Équipe                | Temps           |
| 1er | Lucas Hamilton   | Australie   | Mitchelton-Scott      | 4 h 46 min 22 s |
| 2e | Fausto Masnada   | Italie      | Deceuninck-Quick Step | + 0 s           |
| 3e | Michael Woods    | Canada      | EF Pro Cycling        | + 10 s          |
| 4e | Aleksandr Vlasov | Russie      | Astana                | + 10 s          |
| 5e | Geraint Thomas   | Royaume-Uni | Ineos Grenadiers      | + 10 s          |
| 6e | Wilco Kelderman  | Pays-Bas    | Team Sunweb           | + 10 s          |
| 7e | Jack Haig        | Australie   | Mitchelton-Scott      | + 10 s          |
| 8e | Rafał Majka      | Pologne     | Bora-Hansgrohe        | + 10 s          |
| 9e | James Knox       | Royaume-Uni | Deceuninck-Quick Step | + 10 s          |
| 10e | Simon Yates      | Royaume-Uni | Mitchelton-Scott      | + 10 s          |

| \| Classement général \| Classement général \| Classement général \| Classement général \| Classement général \| \| Coureur \| Coureur \| Pays \| Équipe \| Temps \| \| ------------------ \| ------------------ \| ------------------ \| --------------------- \| ------------------ \| \| 1er \| Michael Woods \| Canada \| EF Pro Cycling \| 18 h 05 min 52 s \| \| 2e \| Rafał Majka \| Pologne \| Bora-Hansgrohe \| + 9 s \| \| 3e \| Fausto Masnada \| Italie \| Deceuninck-Quick Step \| + 18 s \| \| 4e \| Lucas Hamilton \| Australie \| Mitchelton-Scott \| + 27 s \| \| 5e \| Wilco Kelderman \| Pays-Bas \| Team Sunweb \| + 30 s \| \| 6e \| Geraint Thomas \| Royaume-Uni \| Ineos Grenadiers \| + 34 s \| \| 7e \| Simon Yates \| Royaume-Uni \| Mitchelton-Scott \| + 34 s \| \| 8e \| Aleksandr Vlasov \| Russie \| Astana \| + 34 s \| \| 9e \| Jack Haig \| Australie \| Mitchelton-Scott \| + 47 s \| \| 10e \| James Knox \| Royaume-Uni \| Deceuninck-Quick Step \| + 47 s \| |                  |             |                       |                  |
| |                  |             |                       |                  |
| Source : ProCyclingStats |                  |             |                       |                  |
| Classement général |                  |             |                       |                  |
| Coureur | Coureur          | Pays        | Équipe                | Temps            |
| 1er | Michael Woods    | Canada      | EF Pro Cycling        | 18 h 05 min 52 s |
| 2e | Rafał Majka      | Pologne     | Bora-Hansgrohe        | + 9 s            |
| 3e | Fausto Masnada   | Italie      | Deceuninck-Quick Step | + 18 s           |
| 4e | Lucas Hamilton   | Australie   | Mitchelton-Scott      | + 27 s           |
| 5e | Wilco Kelderman  | Pays-Bas    | Team Sunweb           | + 30 s           |
| 6e | Geraint Thomas   | Royaume-Uni | Ineos Grenadiers      | + 34 s           |
| 7e | Simon Yates      | Royaume-Uni | Mitchelton-Scott      | + 34 s           |
| 8e | Aleksandr Vlasov | Russie      | Astana                | + 34 s           |
| 9e | Jack Haig        | Australie   | Mitchelton-Scott      | + 47 s           |
| 10e | James Knox       | Royaume-Uni | Deceuninck-Quick Step | + 47 s           |

### 5eétape
Alors que l'échappée est reprise au début de l'ascension finale. Simon Yates attaque à quatre kilomètres de l'arrivée. Masnada n'arrive pas à le suivre. Vlasov, Majka et G. Thomas contiennent l'écart autour de vingt-cinq secondes.
| \| Classement de l'étape \| Classement de l'étape \| Classement de l'étape \| Classement de l'étape \| Classement de l'étape \| \| Coureur \| Coureur \| Pays \| Équipe \| Temps \| \| --------------------- \| --------------------- \| --------------------- \| --------------------- \| --------------------- \| \| 1er \| Simon Yates \| Royaume-Uni \| Mitchelton-Scott \| 5 h 30 min 43 s \| \| 2e \| Geraint Thomas \| Royaume-Uni \| Ineos Grenadiers \| + 35 s \| \| 3e \| Rafał Majka \| Pologne \| Bora-Hansgrohe \| + 35 s \| \| 4e \| Aleksandr Vlasov \| Russie \| Astana \| + 39 s \| \| 5e \| Wilco Kelderman \| Pays-Bas \| Team Sunweb \| + 54 s \| \| 6e \| James Knox \| Royaume-Uni \| Deceuninck-Quick Step \| + 58 s \| \| 7e \| Fausto Masnada \| Italie \| Deceuninck-Quick Step \| + 1 min 00 s \| \| 8e \| Jai Hindley \| Australie \| Team Sunweb \| + 1 min 05 s \| \| 9e \| Gianluca Brambilla \| Italie \| Trek-Segafredo \| + 1 min 11 s \| \| 10e \| Louis Meintjes \| Afrique du Sud \| NTT Pro Cycling \| + 1 min 46 s \| |                    |                |                       |                 |
| |                    |                |                       |                 |
| Source : ProCyclingStats |                    |                |                       |                 |
| Classement de l'étape |                    |                |                       |                 |
| Coureur | Coureur            | Pays           | Équipe                | Temps           |
| 1er | Simon Yates        | Royaume-Uni    | Mitchelton-Scott      | 5 h 30 min 43 s |
| 2e | Geraint Thomas     | Royaume-Uni    | Ineos Grenadiers      | + 35 s          |
| 3e | Rafał Majka        | Pologne        | Bora-Hansgrohe        | + 35 s          |
| 4e | Aleksandr Vlasov   | Russie         | Astana                | + 39 s          |
| 5e | Wilco Kelderman    | Pays-Bas       | Team Sunweb           | + 54 s          |
| 6e | James Knox         | Royaume-Uni    | Deceuninck-Quick Step | + 58 s          |
| 7e | Fausto Masnada     | Italie         | Deceuninck-Quick Step | + 1 min 00 s    |
| 8e | Jai Hindley        | Australie      | Team Sunweb           | + 1 min 05 s    |
| 9e | Gianluca Brambilla | Italie         | Trek-Segafredo        | + 1 min 11 s    |
| 10e | Louis Meintjes     | Afrique du Sud | NTT Pro Cycling       | + 1 min 46 s    |

| \| Classement général \| Classement général \| Classement général \| Classement général \| Classement général \| \| Coureur \| Coureur \| Pays \| Équipe \| Temps \| \| ------------------ \| ------------------ \| ------------------ \| --------------------- \| ------------------ \| \| 1er \| Simon Yates \| Royaume-Uni \| Mitchelton-Scott \| 23 h 36 min 59 s \| \| 2e \| Rafał Majka \| Pologne \| Bora-Hansgrohe \| + 16 s \| \| 3e \| Geraint Thomas \| Royaume-Uni \| Ineos Grenadiers \| + 39 s \| \| 4e \| Aleksandr Vlasov \| Russie \| Astana \| + 49 s \| \| 5e \| Fausto Masnada \| Italie \| Deceuninck-Quick Step \| + 54 s \| \| 6e \| Wilco Kelderman \| Pays-Bas \| Team Sunweb \| + 1 min 00 s \| \| 7e \| James Knox \| Royaume-Uni \| Deceuninck-Quick Step \| + 1 min 21 s \| \| 8e \| Michael Woods \| Canada \| EF Pro Cycling \| + 1 min 22 s \| \| 9e \| Gianluca Brambilla \| Italie \| Trek-Segafredo \| + 2 min 28 s \| \| 10e \| Jack Haig \| Australie \| Mitchelton-Scott \| + 2 min 44 s \| |                    |             |                       |                  |
| |                    |             |                       |                  |
| Source : ProCyclingStats |                    |             |                       |                  |
| Classement général |                    |             |                       |                  |
| Coureur | Coureur            | Pays        | Équipe                | Temps            |
| 1er | Simon Yates        | Royaume-Uni | Mitchelton-Scott      | 23 h 36 min 59 s |
| 2e | Rafał Majka        | Pologne     | Bora-Hansgrohe        | + 16 s           |
| 3e | Geraint Thomas     | Royaume-Uni | Ineos Grenadiers      | + 39 s           |
| 4e | Aleksandr Vlasov   | Russie      | Astana                | + 49 s           |
| 5e | Fausto Masnada     | Italie      | Deceuninck-Quick Step | + 54 s           |
| 6e | Wilco Kelderman    | Pays-Bas    | Team Sunweb           | + 1 min 00 s     |
| 7e | James Knox         | Royaume-Uni | Deceuninck-Quick Step | + 1 min 21 s     |
| 8e | Michael Woods      | Canada      | EF Pro Cycling        | + 1 min 22 s     |
| 9e | Gianluca Brambilla | Italie      | Trek-Segafredo        | + 2 min 28 s     |
| 10e | Jack Haig          | Australie   | Mitchelton-Scott      | + 2 min 44 s     |

### 6eétape
| \| Classement de l'étape \| Classement de l'étape \| Classement de l'étape \| Classement de l'étape \| Classement de l'étape \| \| Coureur \| Coureur \| Pays \| Équipe \| Temps \| \| --------------------- \| --------------------- \| --------------------- \| --------------------- \| --------------------- \| \| 1er \| Tim Merlier \| Belgique \| Alpecin-Fenix \| 3 h 59 min 30 s \| \| 2e \| Pascal Ackermann \| Allemagne \| Bora-Hansgrohe \| + 0 s \| \| 3e \| Magnus Cort Nielsen \| Danemark \| EF Pro Cycling \| + 0 s \| \| 4e \| Fernando Gaviria \| Colombie \| UAE Team Emirates \| + 0 s \| \| 5e \| Mike Teunissen \| Pays-Bas \| Jumbo-Visma \| + 0 s \| \| 6e \| Davide Ballerini \| Italie \| Deceuninck-Quick Step \| + 0 s \| \| 7e \| Lorrenzo Manzin \| France \| Total Direct Énergie \| + 0 s \| \| 8e \| Piet Allegaert \| Belgique \| Cofidis \| + 0 s \| \| 9e \| Iván García Cortina \| Espagne \| Bahrain McLaren \| + 0 s \| \| 10e \| Alex Aranburu \| Espagne \| Astana \| + 0 s \| |                     |           |                       |                 |
| |                     |           |                       |                 |
| Source : ProCyclingStats |                     |           |                       |                 |
| Classement de l'étape |                     |           |                       |                 |
| Coureur | Coureur             | Pays      | Équipe                | Temps           |
| 1er | Tim Merlier         | Belgique  | Alpecin-Fenix         | 3 h 59 min 30 s |
| 2e | Pascal Ackermann    | Allemagne | Bora-Hansgrohe        | + 0 s           |
| 3e | Magnus Cort Nielsen | Danemark  | EF Pro Cycling        | + 0 s           |
| 4e | Fernando Gaviria    | Colombie  | UAE Team Emirates     | + 0 s           |
| 5e | Mike Teunissen      | Pays-Bas  | Jumbo-Visma           | + 0 s           |
| 6e | Davide Ballerini    | Italie    | Deceuninck-Quick Step | + 0 s           |
| 7e | Lorrenzo Manzin     | France    | Total Direct Énergie  | + 0 s           |
| 8e | Piet Allegaert      | Belgique  | Cofidis               | + 0 s           |
| 9e | Iván García Cortina | Espagne   | Bahrain McLaren       | + 0 s           |
| 10e | Alex Aranburu       | Espagne   | Astana                | + 0 s           |

| \| Classement général \| Classement général \| Classement général \| Classement général \| Classement général \| \| Coureur \| Coureur \| Pays \| Équipe \| Temps \| \| ------------------ \| ------------------ \| ------------------ \| --------------------- \| ------------------ \| \| 1er \| Simon Yates \| Royaume-Uni \| Mitchelton-Scott \| 27 h 36 min 29 s \| \| 2e \| Rafał Majka \| Pologne \| Bora-Hansgrohe \| + 16 s \| \| 3e \| Geraint Thomas \| Royaume-Uni \| Ineos Grenadiers \| + 39 s \| \| 4e \| Aleksandr Vlasov \| Russie \| Astana \| + 49 s \| \| 5e \| Fausto Masnada \| Italie \| Deceuninck-Quick Step \| + 54 s \| \| 6e \| Wilco Kelderman \| Pays-Bas \| Team Sunweb \| + 1 min 00 s \| \| 7e \| James Knox \| Royaume-Uni \| Deceuninck-Quick Step \| + 1 min 21 s \| \| 8e \| Michael Woods \| Canada \| EF Pro Cycling \| + 1 min 22 s \| \| 9e \| Gianluca Brambilla \| Italie \| Trek-Segafredo \| + 2 min 28 s \| \| 10e \| Jack Haig \| Australie \| Mitchelton-Scott \| + 2 min 44 s \| |                    |             |                       |                  |
| |                    |             |                       |                  |
| Source : ProCyclingStats |                    |             |                       |                  |
| Classement général |                    |             |                       |                  |
| Coureur | Coureur            | Pays        | Équipe                | Temps            |
| 1er | Simon Yates        | Royaume-Uni | Mitchelton-Scott      | 27 h 36 min 29 s |
| 2e | Rafał Majka        | Pologne     | Bora-Hansgrohe        | + 16 s           |
| 3e | Geraint Thomas     | Royaume-Uni | Ineos Grenadiers      | + 39 s           |
| 4e | Aleksandr Vlasov   | Russie      | Astana                | + 49 s           |
| 5e | Fausto Masnada     | Italie      | Deceuninck-Quick Step | + 54 s           |
| 6e | Wilco Kelderman    | Pays-Bas    | Team Sunweb           | + 1 min 00 s     |
| 7e | James Knox         | Royaume-Uni | Deceuninck-Quick Step | + 1 min 21 s     |
| 8e | Michael Woods      | Canada      | EF Pro Cycling        | + 1 min 22 s     |
| 9e | Gianluca Brambilla | Italie      | Trek-Segafredo        | + 2 min 28 s     |
| 10e | Jack Haig          | Australie   | Mitchelton-Scott      | + 2 min 44 s     |

### 7eétape
| \| Classement de l'étape \| Classement de l'étape \| Classement de l'étape \| Classement de l'étape \| Classement de l'étape \| \| Coureur \| Coureur \| Pays \| Équipe \| Temps \| \| --------------------- \| --------------------- \| --------------------- \| --------------------- \| --------------------- \| \| 1er \| Mathieu van der Poel \| Pays-Bas \| Alpecin-Fenix \| 4 h 19 min 23 s \| \| 2e \| Ruben Guerreiro \| Portugal \| EF Pro Cycling \| + 4 s \| \| 3e \| Matteo Fabbro \| Italie \| Bora-Hansgrohe \| + 4 s \| \| 4e \| Wilco Kelderman \| Pays-Bas \| Team Sunweb \| + 9 s \| \| 5e \| Alex Aranburu \| Espagne \| Astana \| + 10 s \| \| 6e \| Simon Yates \| Royaume-Uni \| Mitchelton-Scott \| + 10 s \| \| 7e \| Michael Woods \| Canada \| EF Pro Cycling \| + 10 s \| \| 8e \| Geraint Thomas \| Royaume-Uni \| Ineos Grenadiers \| + 10 s \| \| 9e \| Aleksandr Vlasov \| Russie \| Astana \| + 10 s \| \| 10e \| Rafał Majka \| Pologne \| Bora-Hansgrohe \| + 10 s \| |                      |             |                  |                 |
| |                      |             |                  |                 |
| Source : ProCyclingStats |                      |             |                  |                 |
| Classement de l'étape |                      |             |                  |                 |
| Coureur | Coureur              | Pays        | Équipe           | Temps           |
| 1er | Mathieu van der Poel | Pays-Bas    | Alpecin-Fenix    | 4 h 19 min 23 s |
| 2e | Ruben Guerreiro      | Portugal    | EF Pro Cycling   | + 4 s           |
| 3e | Matteo Fabbro        | Italie      | Bora-Hansgrohe   | + 4 s           |
| 4e | Wilco Kelderman      | Pays-Bas    | Team Sunweb      | + 9 s           |
| 5e | Alex Aranburu        | Espagne     | Astana           | + 10 s          |
| 6e | Simon Yates          | Royaume-Uni | Mitchelton-Scott | + 10 s          |
| 7e | Michael Woods        | Canada      | EF Pro Cycling   | + 10 s          |
| 8e | Geraint Thomas       | Royaume-Uni | Ineos Grenadiers | + 10 s          |
| 9e | Aleksandr Vlasov     | Russie      | Astana           | + 10 s          |
| 10e | Rafał Majka          | Pologne     | Bora-Hansgrohe   | + 10 s          |

| \| Classement général \| Classement général \| Classement général \| Classement général \| Classement général \| \| Coureur \| Coureur \| Pays \| Équipe \| Temps \| \| ------------------ \| ------------------ \| ------------------ \| --------------------- \| ------------------ \| \| 1er \| Simon Yates \| Royaume-Uni \| Mitchelton-Scott \| 31 h 56 min 02 s \| \| 2e \| Rafał Majka \| Pologne \| Bora-Hansgrohe \| + 16 s \| \| 3e \| Geraint Thomas \| Royaume-Uni \| Ineos Grenadiers \| + 39 s \| \| 4e \| Aleksandr Vlasov \| Russie \| Astana \| + 49 s \| \| 5e \| Fausto Masnada \| Italie \| Deceuninck-Quick Step \| + 57 s \| \| 6e \| Wilco Kelderman \| Pays-Bas \| Team Sunweb \| + 59 s \| \| 7e \| Michael Woods \| Canada \| EF Pro Cycling \| + 1 min 22 s \| \| 8e \| James Knox \| Royaume-Uni \| Deceuninck-Quick Step \| + 1 min 26 s \| \| 9e \| Gianluca Brambilla \| Italie \| Trek-Segafredo \| + 2 min 33 s \| \| 10e \| Jack Haig \| Australie \| Mitchelton-Scott \| + 2 min 47 s \| |                    |             |                       |                  |
| |                    |             |                       |                  |
| Source : ProCyclingStats |                    |             |                       |                  |
| Classement général |                    |             |                       |                  |
| Coureur | Coureur            | Pays        | Équipe                | Temps            |
| 1er | Simon Yates        | Royaume-Uni | Mitchelton-Scott      | 31 h 56 min 02 s |
| 2e | Rafał Majka        | Pologne     | Bora-Hansgrohe        | + 16 s           |
| 3e | Geraint Thomas     | Royaume-Uni | Ineos Grenadiers      | + 39 s           |
| 4e | Aleksandr Vlasov   | Russie      | Astana                | + 49 s           |
| 5e | Fausto Masnada     | Italie      | Deceuninck-Quick Step | + 57 s           |
| 6e | Wilco Kelderman    | Pays-Bas    | Team Sunweb           | + 59 s           |
| 7e | Michael Woods      | Canada      | EF Pro Cycling        | + 1 min 22 s     |
| 8e | James Knox         | Royaume-Uni | Deceuninck-Quick Step | + 1 min 26 s     |
| 9e | Gianluca Brambilla | Italie      | Trek-Segafredo        | + 2 min 33 s     |
| 10e | Jack Haig          | Australie   | Mitchelton-Scott      | + 2 min 47 s     |

### 8eétape
Contre-la-montre de dix kilomètres.
| \| Classement de l'étape \| Classement de l'étape \| Classement de l'étape \| Classement de l'étape \| Classement de l'étape \| \| Coureur \| Coureur \| Pays \| Équipe \| Temps \| \| --------------------- \| --------------------- \| --------------------- \| --------------------- \| --------------------- \| \| 1er \| Filippo Ganna \| Italie \| Ineos Grenadiers \| 10 min 42 s \| \| 2e \| Victor Campenaerts \| Belgique \| NTT Pro Cycling \| + 18 s \| \| 3e \| Rohan Dennis \| Australie \| Ineos Grenadiers \| + 26 s \| \| 4e \| Geraint Thomas \| Royaume-Uni \| Ineos Grenadiers \| + 28 s \| \| 5e \| Tobias Ludvigsson \| Suède \| Groupama-FDJ \| + 33 s \| \| 6e \| Benjamin Thomas \| France \| Groupama-FDJ \| + 34 s \| \| 7e \| Jos van Emden \| Pays-Bas \| Jumbo-Visma \| + 39 s \| \| 8e \| Nathan Van Hooydonck \| Belgique \| CCC Team \| + 40 s \| \| 9e \| Jan Tratnik \| Slovénie \| Bahrain McLaren \| + 40 s \| \| 10e \| Michael Matthews \| Australie \| Team Sunweb \| + 42 s \| |                      |             |                  |             |
| |                      |             |                  |             |
| Source : ProCyclingStats |                      |             |                  |             |
| Classement de l'étape |                      |             |                  |             |
| Coureur | Coureur              | Pays        | Équipe           | Temps       |
| 1er | Filippo Ganna        | Italie      | Ineos Grenadiers | 10 min 42 s |
| 2e | Victor Campenaerts   | Belgique    | NTT Pro Cycling  | + 18 s      |
| 3e | Rohan Dennis         | Australie   | Ineos Grenadiers | + 26 s      |
| 4e | Geraint Thomas       | Royaume-Uni | Ineos Grenadiers | + 28 s      |
| 5e | Tobias Ludvigsson    | Suède       | Groupama-FDJ     | + 33 s      |
| 6e | Benjamin Thomas      | France      | Groupama-FDJ     | + 34 s      |
| 7e | Jos van Emden        | Pays-Bas    | Jumbo-Visma      | + 39 s      |
| 8e | Nathan Van Hooydonck | Belgique    | CCC Team         | + 40 s      |
| 9e | Jan Tratnik          | Slovénie    | Bahrain McLaren  | + 40 s      |
| 10e | Michael Matthews     | Australie   | Team Sunweb      | + 42 s      |

## Classements finals

### Classement général
| \| Classement général \| Classement général \| Classement général \| Classement général \| Classement général \| \| Coureur \| Coureur \| Pays \| Équipe \| Temps \| \| ------------------ \| ------------------ \| ------------------ \| --------------------- \| ------------------ \| \| 1er \| Simon Yates \| Royaume-Uni \| Mitchelton-Scott \| 32 h 07 min 34 s \| \| 2e \| Geraint Thomas \| Royaume-Uni \| Ineos Grenadiers \| + 17 s \| \| 3e \| Rafał Majka \| Pologne \| Bora-Hansgrohe \| + 29 s \| \| 4e \| Wilco Kelderman \| Pays-Bas \| Team Sunweb \| + 56 s \| \| 5e \| Aleksandr Vlasov \| Russie \| Astana \| + 58 s \| \| 6e \| Fausto Masnada \| Italie \| Deceuninck-Quick Step \| + 1 min 18 s \| \| 7e \| James Knox \| Royaume-Uni \| Deceuninck-Quick Step \| + 1 min 41 s \| \| 8e \| Michael Woods \| Canada \| EF Pro Cycling \| + 2 min 12 s \| \| 9e \| Gianluca Brambilla \| Italie \| Trek-Segafredo \| + 3 min 02 s \| \| 10e \| Jack Haig \| Australie \| Mitchelton-Scott \| + 3 min 10 s \| |                    |             |                       |                  |
| |                    |             |                       |                  |
| Source : ProCyclingStats |                    |             |                       |                  |
| Classement général |                    |             |                       |                  |
| Coureur | Coureur            | Pays        | Équipe                | Temps            |
| 1er | Simon Yates        | Royaume-Uni | Mitchelton-Scott      | 32 h 07 min 34 s |
| 2e | Geraint Thomas     | Royaume-Uni | Ineos Grenadiers      | + 17 s           |
| 3e | Rafał Majka        | Pologne     | Bora-Hansgrohe        | + 29 s           |
| 4e | Wilco Kelderman    | Pays-Bas    | Team Sunweb           | + 56 s           |
| 5e | Aleksandr Vlasov   | Russie      | Astana                | + 58 s           |
| 6e | Fausto Masnada     | Italie      | Deceuninck-Quick Step | + 1 min 18 s     |
| 7e | James Knox         | Royaume-Uni | Deceuninck-Quick Step | + 1 min 41 s     |
| 8e | Michael Woods      | Canada      | EF Pro Cycling        | + 2 min 12 s     |
| 9e | Gianluca Brambilla | Italie      | Trek-Segafredo        | + 3 min 02 s     |
| 10e | Jack Haig          | Australie   | Mitchelton-Scott      | + 3 min 10 s     |

| Classement par points | Classement par points | Classement par points | Classement par points | Classement par points |
| Coureur               | Coureur               | Pays                  | Équipe                | Points                |
| --------------------- | --------------------- | --------------------- | --------------------- | --------------------- |
| 1er                   | Pascal Ackermann      | Allemagne             | Bora-Hansgrohe        | 34 pts                |
| 2e                    | Geraint Thomas        | Royaume-Uni           | Ineos Grenadiers      | 27 pts                |
| 3e                    | Fernando Gaviria      | Colombie              | UAE Team Emirates     | 27 pts                |
| 4e                    | Wilco Kelderman       | Pays-Bas              | Team Sunweb           | 26 pts                |
| 5e                    | Michael Woods         | Canada                | EF Pro Cycling        | 24 pts                |
| 6e                    | Rafał Majka           | Pologne               | Bora-Hansgrohe        | 22 pts                |
| 7e                    | Aleksandr Vlasov      | Russie                | Astana                | 22 pts                |
| 8e                    | Simon Yates           | Royaume-Uni           | Mitchelton-Scott      | 18 pts                |
| 9e                    | Tim Merlier           | Belgique              | Alpecin-Fenix         | 18 pts                |
| 10e                   | Fausto Masnada        | Italie                | Deceuninck-Quick Step | 17 pts                |

| Classement par points | Classement par points | Classement par points | Classement par points | Classement par points |
| Coureur               | Coureur               | Pays                  | Équipe                | Points                |
| --------------------- | --------------------- | --------------------- | --------------------- | --------------------- |
| 1er                   | Pascal Ackermann      | Allemagne             | Bora-Hansgrohe        | 34 pts                |
| 2e                    | Geraint Thomas        | Royaume-Uni           | Ineos Grenadiers      | 27 pts                |
| 3e                    | Fernando Gaviria      | Colombie              | UAE Team Emirates     | 27 pts                |
| 4e                    | Wilco Kelderman       | Pays-Bas              | Team Sunweb           | 26 pts                |
| 5e                    | Michael Woods         | Canada                | EF Pro Cycling        | 24 pts                |
| 6e                    | Rafał Majka           | Pologne               | Bora-Hansgrohe        | 22 pts                |
| 7e                    | Aleksandr Vlasov      | Russie                | Astana                | 22 pts                |
| 8e                    | Simon Yates           | Royaume-Uni           | Mitchelton-Scott      | 18 pts                |
| 9e                    | Tim Merlier           | Belgique              | Alpecin-Fenix         | 18 pts                |
| 10e                   | Fausto Masnada        | Italie                | Deceuninck-Quick Step | 17 pts                |

| Classement de la montagne | Classement de la montagne | Classement de la montagne | Classement de la montagne | Classement de la montagne |
| Coureur                   | Coureur                   | Pays                      | Équipe                    | Points                    |
| ------------------------- | ------------------------- | ------------------------- | ------------------------- | ------------------------- |
| 1er                       | Héctor Carretero          | Espagne                   | Movistar Team             | 31 pts                    |
| 2e                        | Simon Yates               | Royaume-Uni               | Mitchelton-Scott          | 25 pts                    |
| 3e                        | Michael Woods             | Canada                    | EF Pro Cycling            | 20 pts                    |
| 4e                        | Michael Matthews          | Australie                 | Team Sunweb               | 15 pts                    |
| 5e                        | Aleksandr Vlasov          | Russie                    | Astana                    | 15 pts                    |
| 6e                        | Mathias Frank             | Suisse                    | AG2R La Mondiale          | 14 pts                    |
| 7e                        | Carl Fredrik Hagen        | Norvège                   | Lotto-Soudal              | 13 pts                    |
| 8e                        | Geraint Thomas            | Royaume-Uni               | Ineos Grenadiers          | 13 pts                    |
| 9e                        | Rafał Majka               | Pologne                   | Bora-Hansgrohe            | 12 pts                    |
| 10e                       | Dries De Bondt            | Belgique                  | Alpecin-Fenix             | 11 pts                    |

| Classement de la montagne | Classement de la montagne | Classement de la montagne | Classement de la montagne | Classement de la montagne |
| Coureur                   | Coureur                   | Pays                      | Équipe                    | Points                    |
| ------------------------- | ------------------------- | ------------------------- | ------------------------- | ------------------------- |
| 1er                       | Héctor Carretero          | Espagne                   | Movistar Team             | 31 pts                    |
| 2e                        | Simon Yates               | Royaume-Uni               | Mitchelton-Scott          | 25 pts                    |
| 3e                        | Michael Woods             | Canada                    | EF Pro Cycling            | 20 pts                    |
| 4e                        | Michael Matthews          | Australie                 | Team Sunweb               | 15 pts                    |
| 5e                        | Aleksandr Vlasov          | Russie                    | Astana                    | 15 pts                    |
| 6e                        | Mathias Frank             | Suisse                    | AG2R La Mondiale          | 14 pts                    |
| 7e                        | Carl Fredrik Hagen        | Norvège                   | Lotto-Soudal              | 13 pts                    |
| 8e                        | Geraint Thomas            | Royaume-Uni               | Ineos Grenadiers          | 13 pts                    |
| 9e                        | Rafał Majka               | Pologne                   | Bora-Hansgrohe            | 12 pts                    |
| 10e                       | Dries De Bondt            | Belgique                  | Alpecin-Fenix             | 11 pts                    |

| Classement du meilleur jeune | Classement du meilleur jeune | Classement du meilleur jeune | Classement du meilleur jeune | Classement du meilleur jeune |
| Coureur                      | Coureur                      | Pays                         | Équipe                       | Temps                        |
| ---------------------------- | ---------------------------- | ---------------------------- | ---------------------------- | ---------------------------- |
| 1er                          | Aleksandr Vlasov             | Russie                       | Astana                       | 32 h 08 min 32 s             |
| 2e                           | James Knox                   | Royaume-Uni                  | Deceuninck-Quick Step        | + 43 s                       |
| 3e                           | Sam Oomen                    | Pays-Bas                     | Team Sunweb                  | + 2 min 13 s                 |
| 4e                           | Jai Hindley                  | Australie                    | Team Sunweb                  | + 2 min 47 s                 |
| 5e                           | Denis Nekrasov               | Russie                       | Gazprom-RusVelo              | + 7 min 30 s                 |
| 6e                           | Jaakko Hänninen              | Finlande                     | AG2R La Mondiale             | + 8 min 22 s                 |
| 7e                           | Matteo Fabbro                | Italie                       | Bora-Hansgrohe               | + 13 min 33 s                |
| 8e                           | Tao Geoghegan Hart           | Royaume-Uni                  | Ineos Grenadiers             | + 13 min 33 s                |
| 9e                           | Óscar Rodríguez Garaicoechea | Espagne                      | Astana                       | + 13 min 43 s                |
| 10e                          | Lucas Hamilton               | Australie                    | Mitchelton-Scott             | + 14 min 22 s                |

| Classement du meilleur jeune | Classement du meilleur jeune | Classement du meilleur jeune | Classement du meilleur jeune | Classement du meilleur jeune |
| Coureur                      | Coureur                      | Pays                         | Équipe                       | Temps                        |
| ---------------------------- | ---------------------------- | ---------------------------- | ---------------------------- | ---------------------------- |
| 1er                          | Aleksandr Vlasov             | Russie                       | Astana                       | 32 h 08 min 32 s             |
| 2e                           | James Knox                   | Royaume-Uni                  | Deceuninck-Quick Step        | + 43 s                       |
| 3e                           | Sam Oomen                    | Pays-Bas                     | Team Sunweb                  | + 2 min 13 s                 |
| 4e                           | Jai Hindley                  | Australie                    | Team Sunweb                  | + 2 min 47 s                 |
| 5e                           | Denis Nekrasov               | Russie                       | Gazprom-RusVelo              | + 7 min 30 s                 |
| 6e                           | Jaakko Hänninen              | Finlande                     | AG2R La Mondiale             | + 8 min 22 s                 |
| 7e                           | Matteo Fabbro                | Italie                       | Bora-Hansgrohe               | + 13 min 33 s                |
| 8e                           | Tao Geoghegan Hart           | Royaume-Uni                  | Ineos Grenadiers             | + 13 min 33 s                |
| 9e                           | Óscar Rodríguez Garaicoechea | Espagne                      | Astana                       | + 13 min 43 s                |
| 10e                          | Lucas Hamilton               | Australie                    | Mitchelton-Scott             | + 14 min 22 s                |

| Classement par équipes | Classement par équipes | Classement par équipes | Classement par équipes |
| Équipe                 | Équipe                 | Pays                   | Temps                  |
| ---------------------- | ---------------------- | ---------------------- | ---------------------- |
| 1re                    | Team Sunweb            | Allemagne              | 96 h 29 min 59 s       |
| 2e                     | Astana                 | Kazakhstan             | + 46 s                 |
| 3e                     | EF Pro Cycling         | États-Unis             | + 8 min 44 s           |
| 4e                     | Mitchelton-Scott       | Australie              | + 10 min 44 s          |
| 5e                     | AG2R La Mondiale       | France                 | + 16 min 15 s          |
| 6e                     | Bora-Hansgrohe         | Allemagne              | + 21 min 55 s          |
| 7e                     | Trek-Segafredo         | États-Unis             | + 23 min 29 s          |
| 8e                     | CCC Team               | Pologne                | + 27 min 15 s          |
| 9e                     | Groupama-FDJ           | France                 | + 29 min 06 s          |
| 10e                    | Ineos Grenadiers       | Royaume-Uni            | + 33 min 50 s          |

| Classement par équipes | Classement par équipes | Classement par équipes | Classement par équipes |
| Équipe                 | Équipe                 | Pays                   | Temps                  |
| ---------------------- | ---------------------- | ---------------------- | ---------------------- |
| 1re                    | Team Sunweb            | Allemagne              | 96 h 29 min 59 s       |
| 2e                     | Astana                 | Kazakhstan             | + 46 s                 |
| 3e                     | EF Pro Cycling         | États-Unis             | + 8 min 44 s           |
| 4e                     | Mitchelton-Scott       | Australie              | + 10 min 44 s          |
| 5e                     | AG2R La Mondiale       | France                 | + 16 min 15 s          |
| 6e                     | Bora-Hansgrohe         | Allemagne              | + 21 min 55 s          |
| 7e                     | Trek-Segafredo         | États-Unis             | + 23 min 29 s          |
| 8e                     | CCC Team               | Pologne                | + 27 min 15 s          |
| 9e                     | Groupama-FDJ           | France                 | + 29 min 06 s          |
| 10e                    | Ineos Grenadiers       | Royaume-Uni            | + 33 min 50 s          |

## Classements UCI
La course attribue des points au Classement mondial UCI 2020 selon le barème suivant.
| Position           | 1er | 2e  | 3e  | 4e  | 5e  | 6e  | 7e  | 8e  | 9e  | 10e | 11e | 12e | 13e | 14e | 15e | 16e à 20e | 21e à 30e | 31e à 50e | 51e à 55e | 56e à 60e |
| Classement général | 500 | 400 | 325 | 275 | 225 | 175 | 150 | 125 | 100 | 80  | 70  | 60  | 50  | 40  | 35  | 30        | 20        | 10        | 5         | 3         |
| Par étapes         | 60  | 25  | 10  |     |     |     |     |     |     |     |     |     |     |     |     |           |           |           |           |           |
| Leader             | 10  |     |     |     |     |     |     |     |     |     |     |     |     |     |     |           |           |           |           |           |

## Évolution des classements
| Étape              | Vainqueur            | Classement général | Classement par points | Classement de la montagne | Classement du meilleur jeune | Classement par équipes |
| ------------------ | -------------------- | ------------------ | --------------------- | ------------------------- | ---------------------------- | ---------------------- |
| 1                  | Pascal Ackermann     | Pascal Ackermann   | Pascal Ackermann      | Nathan Haas               | Szymon Sajnok                | Bora-Hansgrohe         |
| 2                  | Pascal Ackermann     | Pascal Ackermann   | Pascal Ackermann      | Nathan Haas               | Nicola Bagioli               | Bora-Hansgrohe         |
| 3                  | Michael Woods        | Michael Woods      | Pascal Ackermann      | Nathan Haas               | Aleksandr Vlasov             | EF Pro Cycling         |
| 4                  | Lucas Hamilton       | Michael Woods      | Pascal Ackermann      | Michael Woods             | Lucas Hamilton               | Mitchelton-Scott       |
| 5                  | Simon Yates          | Simon Yates        | Pascal Ackermann      | Héctor Carretero          | Aleksandr Vlasov             | Astana                 |
| 6                  | Tim Merlier          | Simon Yates        | Pascal Ackermann      | Héctor Carretero          | Aleksandr Vlasov             | Astana                 |
| 7                  | Mathieu van der Poel | Simon Yates        | Pascal Ackermann      | Héctor Carretero          | Aleksandr Vlasov             | Sunweb                 |
| 8                  | Filippo Ganna        | Simon Yates        | Pascal Ackermann      | Héctor Carretero          | Aleksandr Vlasov             | Sunweb                 |
| Classements finals | Classements finals   | Simon Yates        | Pascal Ackermann      | Héctor Carretero          | Aleksandr Vlasov             | Sunweb                 |

## Liste des participants
| AG2R La Mondiale ALM | AG2R La Mondiale ALM    | AG2R La Mondiale ALM |
| -------------------- | ----------------------- | -------------------- |
| Num                  | Coureur                 | Pos                  |
| 1                    | Mathias Frank (SUI)     | 52e                  |
| 2                    | Geoffrey Bouchard (FRA) | 34e                  |
| 3                    | Silvan Dillier (SUI)    | 66e                  |
| 4                    | Axel Domont (FRA)       | 70e                  |
| 5                    | Jaakko Hänninen (FIN)   | 23e                  |
| 6                    | Andrea Vendrame (ITA)   | 40e                  |
| 7                    | Lawrence Warbasse (USA) | 17e                  |

| Alpecin-Fenix AFC | Alpecin-Fenix AFC                  | Alpecin-Fenix AFC |
| ----------------- | ---------------------------------- | ----------------- |
| Num               | Coureur                            | Pos               |
| 11                | Mathieu van der Poel (NED) (route) | 45e               |
| 12                | Tim Merlier (BEL)                  | 147e              |
| 13                | Jonas Rickaert (BEL)               | 106e              |
| 14                | Kristian Sbaragli (ITA)            | 96e               |
| 15                | Dries De Bondt (BEL)               | 126e              |
| 16                | Otto Vergaerde (BEL)               | 94e               |
| 17                | Louis Vervaeke (BEL)               | 16e               |

| Androni Giocattoli-Sidermec ANS | Androni Giocattoli-Sidermec ANS     | Androni Giocattoli-Sidermec ANS |
| ------------------------------- | ----------------------------------- | ------------------------------- |
| Num                             | Coureur                             | Pos                             |
| 21                              | Nicola Bagioli (ITA)                | AB-3                            |
| 22                              | Davide Gabburo (ITA)                | 53e                             |
| 23                              | Luca Pacioni (ITA)                  | AB-4                            |
| 24                              | Simon Pellaud (SUI)                 | 132e                            |
| 25                              | Jhonatan Restrepo (COL)             | 124e                            |
| 26                              | Kevin Rivera (CRC)                  | AB-1                            |
| 27                              | Josip Rumac (CRO) (route et chrono) | 80e                             |

| Astana AST | Astana AST                         | Astana AST |
| ---------- | ---------------------------------- | ---------- |
| Num        | Coureur                            | Pos        |
| 31         | Jakob Fuglsang (DEN)               | 14e        |
| 32         | Alex Aranburu (ESP)                | 43e        |
| 33         | Manuele Boaro (ITA)                | AB-7       |
| 34         | Fabio Felline (ITA)                | 86e        |
| 35         | Yuriy Natarov (KAZ)                | 112e       |
| 36         | Óscar Rodríguez Garaicoechea (ESP) | 31e        |
| 37         | Aleksandr Vlasov (RUS)             | 5e         |

| Bahrain McLaren TBM | Bahrain McLaren TBM       | Bahrain McLaren TBM |
| ------------------- | ------------------------- | ------------------- |
| Num                 | Coureur                   | Pos                 |
| 41                  | Dylan Teuns (BEL)         | 49e                 |
| 42                  | Phil Bauhaus (GER)        | NP-3                |
| 43                  | Iván García Cortina (ESP) | 115e                |
| 44                  | Heinrich Haussler (AUS)   | 123e                |
| 45                  | Mark Padun (UKR)          | AB-3                |
| 46                  | Hermann Pernsteiner (AUT) | 20e                 |
| 47                  | Jan Tratnik (SLO)         | 69e                 |

| Bardiani CSF Faizanè BCF | Bardiani CSF Faizanè BCF | Bardiani CSF Faizanè BCF |
| ------------------------ | ------------------------ | ------------------------ |
| Num                      | Coureur                  | Pos                      |
| 51                       | Giovanni Carboni (ITA)   | 68e                      |
| 52                       | Giovanni Lonardi (ITA)   | 151e                     |
| 53                       | Fabio Mazzucco (ITA)     | 122e                     |
| 54                       | Umberto Orsini (ITA)     | AB-4                     |
| 55                       | Francesco Romano (ITA)   | 97e                      |
| 56                       | Daniel Savini (ITA)      | AB-5                     |
| 57                       | Alessandro Tonelli (ITA) | 77e                      |

| Bora-Hansgrohe BOH | Bora-Hansgrohe BOH     | Bora-Hansgrohe BOH |
| ------------------ | ---------------------- | ------------------ |
| Num                | Coureur                | Pos                |
| 61                 | Rafał Majka (POL)      | 3e                 |
| 62                 | Pascal Ackermann (GER) | 133e               |
| 63                 | Maciej Bodnar (POL)    | 129e               |
| 64                 | Matteo Fabbro (ITA)    | 29e                |
| 65                 | Patrick Konrad (AUT)   | 33e                |
| 66                 | Paweł Poljański (POL)  | 50e                |
| 67                 | Rüdiger Selig (GER)    | AB-4               |

| CCC Team CCC | CCC Team CCC               | CCC Team CCC |
| ------------ | -------------------------- | ------------ |
| Num          | Coureur                    | Pos          |
| 71           | William Barta (USA)        | 41e          |
| 72           | Pavel Kochetkov (RUS)      | 36e          |
| 73           | Víctor de la Parte (ESP)   | 15e          |
| 74           | Łukasz Wiśniowski (POL)    | AB-7         |
| 75           | Szymon Sajnok (POL)        | NP-8         |
| 76           | Nathan Van Hooydonck (BEL) | 85e          |
| 77           | Georg Zimmermann (GER)     | 73e          |

| Cofidis COF | Cofidis COF             | Cofidis COF |
| ----------- | ----------------------- | ----------- |
| Num         | Coureur                 | Pos         |
| 81          | Piet Allegaert (BEL)    | 104e        |
| 82          | Dimitri Claeys (BEL)    | 74e         |
| 83          | Nathan Haas (AUS)       | 90e         |
| 84          | Fabio Sabatini (ITA)    | 143e        |
| 85          | Kenneth Vanbilsen (BEL) | 134e        |
| 86          | Julien Vermote (BEL)    | 83e         |
| 87          | Attilio Viviani (ITA)   | 145e        |

| Deceuninck-Quick Step DQT | Deceuninck-Quick Step DQT | Deceuninck-Quick Step DQT |
| ------------------------- | ------------------------- | ------------------------- |
| Num                       | Coureur                   | Pos                       |
| 91                        | Davide Ballerini (ITA)    | 79e                       |
| 92                        | Stijn Steels (BEL)        | 131e                      |
| 93                        | Iljo Keisse (BEL)         | 120e                      |
| 94                        | James Knox (GBR)          | 7e                        |
| 95                        | Fausto Masnada (ITA)      | 6e                        |
| 96                        | Florian Sénéchal (FRA)    | 81e                       |
| 97                        | Bert Van Lerberghe (BEL)  | 99e                       |

| EF Pro Cycling EF1 | EF Pro Cycling EF1        | EF Pro Cycling EF1 |
| ------------------ | ------------------------- | ------------------ |
| Num                | Coureur                   | Pos                |
| 101                | Michael Woods (CAN)       | 8e                 |
| 102                | Jonathan Caicedo (ECU)    | 59e                |
| 103                | Simon Clarke (AUS)        | 108e               |
| 104                | Lawson Craddock (USA)     | 128e               |
| 105                | Ruben Guerreiro (POR)     | 39e                |
| 106                | Magnus Cort Nielsen (DEN) | NP-8               |
| 107                | Tanel Kangert (EST)       | 25e                |

| Gazprom-RusVelo GAZ | Gazprom-RusVelo GAZ   | Gazprom-RusVelo GAZ |
| ------------------- | --------------------- | ------------------- |
| Num                 | Coureur               | Pos                 |
| 111                 | Igor Boev (RUS)       | 140e                |
| 112                 | Marco Canola (ITA)    | AB-7                |
| 113                 | Imerio Cima (ITA)     | AB-7                |
| 114                 | Denis Nekrasov (RUS)  | 21e                 |
| 115                 | Ivan Rovny (RUS)      | 95e                 |
| 116                 | Alexey Rybalkin (RUS) | AB-6                |
| 117                 | Simone Velasco (ITA)  | 82e                 |

| Groupama-FDJ GFC | Groupama-FDJ GFC        | Groupama-FDJ GFC |
| ---------------- | ----------------------- | ---------------- |
| Num              | Coureur                 | Pos              |
| 121              | Anthony Roux (FRA)      | 61e              |
| 122              | Kilian Frankiny (SUI)   | 27e              |
| 123              | Olivier Le Gac (FRA)    | 58e              |
| 124              | Bruno Armirail (FRA)    | 18e              |
| 125              | Romain Seigle (FRA)     | AB-5             |
| 126              | Benjamin Thomas (FRA)   | 55e              |
| 127              | Tobias Ludvigsson (SWE) | 75e              |

| Israel Start-Up Nation ISN | Israel Start-Up Nation ISN      | Israel Start-Up Nation ISN |
| -------------------------- | ------------------------------- | -------------------------- |
| Num                        | Coureur                         | Pos                        |
| 131                        | Matthias Brändle (AUT) (chrono) | 152e                       |
| 132                        | Alexander Cataford (CAN)        | 72e                        |
| 133                        | Davide Cimolai (ITA)            | NP-8                       |
| 134                        | Alex Dowsett (GBR) (chrono)     | 144e                       |
| 135                        | Daniel Navarro (ESP)            | 26e                        |
| 136                        | Guy Sagiv (ISR) (route)         | 139e                       |
| 137                        | Rick Zabel (GER)                | 119e                       |

| Lotto-Soudal LTS | Lotto-Soudal LTS         | Lotto-Soudal LTS |
| ---------------- | ------------------------ | ---------------- |
| Num              | Coureur                  | Pos              |
| 141              | Adam Hansen (AUS)        | 138e             |
| 142              | Kobe Goossens (BEL)      | 107e             |
| 143              | Carl Fredrik Hagen (NOR) | 48e              |
| 144              | Matthew Holmes (GBR)     | 63e              |
| 145              | Nikolas Maes (BEL)       | 111e             |
| 146              | Stefano Oldani (ITA)     | 100e             |
| 147              | Florian Vermeersch (BEL) | 118e             |

| Mitchelton-Scott MTS | Mitchelton-Scott MTS        | Mitchelton-Scott MTS |
| -------------------- | --------------------------- | -------------------- |
| Num                  | Coureur                     | Pos                  |
| 151                  | Simon Yates (GBR)           | 1er                  |
| 152                  | Edoardo Affini (ITA)        | 121e                 |
| 153                  | Brent Bookwalter (USA)      | 67e                  |
| 154                  | Jack Haig (AUS)             | 10e                  |
| 155                  | Lucas Hamilton (AUS)        | 32e                  |
| 156                  | Michael Hepburn (AUS)       | 117e                 |
| 157                  | Cameron Meyer (AUS) (route) | 92e                  |

| Movistar Team MOV | Movistar Team MOV       | Movistar Team MOV |
| ----------------- | ----------------------- | ----------------- |
| Num               | Coureur                 | Pos               |
| 161               | Davide Villella (ITA)   | 24e               |
| 162               | Juan Diego Alba (COL)   | 101e              |
| 163               | Héctor Carretero (ESP)  | 78e               |
| 164               | Matteo Jorgenson (USA)  | 46e               |
| 165               | Sergio Samitier (ESP)   | 51e               |
| 166               | Eduardo Sepúlveda (ARG) | 44e               |
| 167               | Albert Torres (ESP)     | 150e              |

| NTT Pro Cycling NTT | NTT Pro Cycling NTT           | NTT Pro Cycling NTT |
| ------------------- | ----------------------------- | ------------------- |
| Num                 | Coureur                       | Pos                 |
| 171                 | Louis Meintjes (RSA)          | 12e                 |
| 172                 | Carlos Barbero (ESP)          | 98e                 |
| 173                 | Samuele Battistella (ITA)     | 110e                |
| 174                 | Victor Campenaerts (BEL)      | 93e                 |
| 175                 | Benjamin Dyball (AUS)         | 103e                |
| 176                 | Enrico Gasparotto (SUI)       | 42e                 |
| 177                 | Amanuel Ghebreigzabhier (ERI) | 47e                 |

| Ineos Grenadiers IGD | Ineos Grenadiers IGD         | Ineos Grenadiers IGD |
| -------------------- | ---------------------------- | -------------------- |
| Num                  | Coureur                      | Pos                  |
| 181                  | Geraint Thomas (GBR)         | 2e                   |
| 182                  | Rohan Dennis (AUS)           | 87e                  |
| 183                  | Eddie Dunbar (IRL)           | NP-4                 |
| 184                  | Christopher Froome (GBR)     | 91e                  |
| 185                  | Filippo Ganna (ITA) (chrono) | 116e                 |
| 186                  | Tao Geoghegan Hart (GBR)     | 30e                  |
| 187                  | Salvatore Puccio (ITA)       | 62e                  |

| Jumbo-Visma TJV | Jumbo-Visma TJV              | Jumbo-Visma TJV |
| --------------- | ---------------------------- | --------------- |
| Num             | Coureur                      | Pos             |
| 191             | Pascal Eenkhoorn (NED)       | 57e             |
| 192             | Paul Martens (GER)           | 65e             |
| 193             | Christoph Pfingsten (GER)    | 35e             |
| 194             | Timo Roosen (NED)            | 71e             |
| 195             | Mike Teunissen (NED)         | 102e            |
| 196             | Jos van Emden (NED) (chrono) | 89e             |
| 197             | Maarten Wynants (BEL)        | 88e             |

| Team Sunweb SUN | Team Sunweb SUN        | Team Sunweb SUN |
| --------------- | ---------------------- | --------------- |
| Num             | Coureur                | Pos             |
| 201             | Michael Matthews (AUS) | 54e             |
| 202             | Alberto Dainese (ITA)  | 146e            |
| 203             | Chris Hamilton (AUS)   | 37e             |
| 204             | Jai Hindley (AUS)      | 13e             |
| 205             | Wilco Kelderman (NED)  | 4e              |
| 206             | Sam Oomen (NED)        | 11e             |
| 207             | Martijn Tusveld (NED)  | 56e             |

| Total Direct Énergie TDE | Total Direct Énergie TDE | Total Direct Énergie TDE |
| ------------------------ | ------------------------ | ------------------------ |
| Num                      | Coureur                  | Pos                      |
| 211                      | Niki Terpstra (NED)      | 125e                     |
| 212                      | Jonathan Hivert (FRA)    | 105e                     |
| 213                      | Lorrenzo Manzin (FRA)    | 113e                     |
| 214                      | Adrien Petit (FRA)       | 135e                     |
| 215                      | Julien Simon (FRA)       | 141e                     |
| 216                      | Rein Taaramäe (EST)      | AB-4                     |
| 217                      | Dries Van Gestel (BEL)   | 64e                      |

| Trek-Segafredo TFS | Trek-Segafredo TFS       | Trek-Segafredo TFS |
| ------------------ | ------------------------ | ------------------ |
| Num                | Coureur                  | Pos                |
| 221                | Vincenzo Nibali (ITA)    | 19e                |
| 222                | Julien Bernard (FRA)     | 60e                |
| 223                | Gianluca Brambilla (ITA) | 9e                 |
| 224                | Alex Kirsch (LUX)        | NP-6               |
| 225                | Koen de Kort (NED)       | 142e               |
| 226                | Antonio Nibali (ITA)     | 76e                |
| 227                | Pieter Weening (NED)     | 38e                |

| UAE Team Emirates UAD | UAE Team Emirates UAD       | UAE Team Emirates UAD |
| --------------------- | --------------------------- | --------------------- |
| Num                   | Coureur                     | Pos                   |
| 231                   | Fernando Gaviria (COL)      | 130e                  |
| 232                   | Mikkel Bjerg (DEN)          | 109e                  |
| 233                   | Rui Costa (POR) (route)     | 28e                   |
| 234                   | Sergio Henao (COL)          | 22e                   |
| 235                   | Sebastián Molano (COL)      | 149e                  |
| 236                   | Aleksandr Riabushenko (BLR) | 114e                  |
| 237                   | Maximiliano Richeze (ARG)   | 148e                  |

| Vini Zabù-KTM THR | Vini Zabù-KTM THR          | Vini Zabù-KTM THR |
| ----------------- | -------------------------- | ----------------- |
| Num               | Coureur                    | Pos               |
| 241               | Luca Wackermann (ITA)      | AB-7              |
| 242               | Marco Frapporti (ITA)      | 84e               |
| 243               | James Mitri (NZL)          | 137e              |
| 244               | Veljko Stojnić (SRB)       | 127e              |
| 245               | Riccardo Stacchiotti (ITA) | NP-8              |
| 246               | Giovanni Visconti (ITA)    | NP-8              |
| 247               | Edoardo Zardini (ITA)      | 136e              |

| AG2R La Mondiale ALM | AG2R La Mondiale ALM    | AG2R La Mondiale ALM |
| -------------------- | ----------------------- | -------------------- |
| Num                  | Coureur                 | Pos                  |
| 1                    | Mathias Frank (SUI)     | 52e                  |
| 2                    | Geoffrey Bouchard (FRA) | 34e                  |
| 3                    | Silvan Dillier (SUI)    | 66e                  |
| 4                    | Axel Domont (FRA)       | 70e                  |
| 5                    | Jaakko Hänninen (FIN)   | 23e                  |
| 6                    | Andrea Vendrame (ITA)   | 40e                  |
| 7                    | Lawrence Warbasse (USA) | 17e                  |

| Alpecin-Fenix AFC | Alpecin-Fenix AFC                  | Alpecin-Fenix AFC |
| ----------------- | ---------------------------------- | ----------------- |
| Num               | Coureur                            | Pos               |
| 11                | Mathieu van der Poel (NED) (route) | 45e               |
| 12                | Tim Merlier (BEL)                  | 147e              |
| 13                | Jonas Rickaert (BEL)               | 106e              |
| 14                | Kristian Sbaragli (ITA)            | 96e               |
| 15                | Dries De Bondt (BEL)               | 126e              |
| 16                | Otto Vergaerde (BEL)               | 94e               |
| 17                | Louis Vervaeke (BEL)               | 16e               |

| Androni Giocattoli-Sidermec ANS | Androni Giocattoli-Sidermec ANS     | Androni Giocattoli-Sidermec ANS |
| ------------------------------- | ----------------------------------- | ------------------------------- |
| Num                             | Coureur                             | Pos                             |
| 21                              | Nicola Bagioli (ITA)                | AB-3                            |
| 22                              | Davide Gabburo (ITA)                | 53e                             |
| 23                              | Luca Pacioni (ITA)                  | AB-4                            |
| 24                              | Simon Pellaud (SUI)                 | 132e                            |
| 25                              | Jhonatan Restrepo (COL)             | 124e                            |
| 26                              | Kevin Rivera (CRC)                  | AB-1                            |
| 27                              | Josip Rumac (CRO) (route et chrono) | 80e                             |

| Astana AST | Astana AST                         | Astana AST |
| ---------- | ---------------------------------- | ---------- |
| Num        | Coureur                            | Pos        |
| 31         | Jakob Fuglsang (DEN)               | 14e        |
| 32         | Alex Aranburu (ESP)                | 43e        |
| 33         | Manuele Boaro (ITA)                | AB-7       |
| 34         | Fabio Felline (ITA)                | 86e        |
| 35         | Yuriy Natarov (KAZ)                | 112e       |
| 36         | Óscar Rodríguez Garaicoechea (ESP) | 31e        |
| 37         | Aleksandr Vlasov (RUS)             | 5e         |

| Bahrain McLaren TBM | Bahrain McLaren TBM       | Bahrain McLaren TBM |
| ------------------- | ------------------------- | ------------------- |
| Num                 | Coureur                   | Pos                 |
| 41                  | Dylan Teuns (BEL)         | 49e                 |
| 42                  | Phil Bauhaus (GER)        | NP-3                |
| 43                  | Iván García Cortina (ESP) | 115e                |
| 44                  | Heinrich Haussler (AUS)   | 123e                |
| 45                  | Mark Padun (UKR)          | AB-3                |
| 46                  | Hermann Pernsteiner (AUT) | 20e                 |
| 47                  | Jan Tratnik (SLO)         | 69e                 |

| Bardiani CSF Faizanè BCF | Bardiani CSF Faizanè BCF | Bardiani CSF Faizanè BCF |
| ------------------------ | ------------------------ | ------------------------ |
| Num                      | Coureur                  | Pos                      |
| 51                       | Giovanni Carboni (ITA)   | 68e                      |
| 52                       | Giovanni Lonardi (ITA)   | 151e                     |
| 53                       | Fabio Mazzucco (ITA)     | 122e                     |
| 54                       | Umberto Orsini (ITA)     | AB-4                     |
| 55                       | Francesco Romano (ITA)   | 97e                      |
| 56                       | Daniel Savini (ITA)      | AB-5                     |
| 57                       | Alessandro Tonelli (ITA) | 77e                      |

| Bora-Hansgrohe BOH | Bora-Hansgrohe BOH     | Bora-Hansgrohe BOH |
| ------------------ | ---------------------- | ------------------ |
| Num                | Coureur                | Pos                |
| 61                 | Rafał Majka (POL)      | 3e                 |
| 62                 | Pascal Ackermann (GER) | 133e               |
| 63                 | Maciej Bodnar (POL)    | 129e               |
| 64                 | Matteo Fabbro (ITA)    | 29e                |
| 65                 | Patrick Konrad (AUT)   | 33e                |
| 66                 | Paweł Poljański (POL)  | 50e                |
| 67                 | Rüdiger Selig (GER)    | AB-4               |

| CCC Team CCC | CCC Team CCC               | CCC Team CCC |
| ------------ | -------------------------- | ------------ |
| Num          | Coureur                    | Pos          |
| 71           | William Barta (USA)        | 41e          |
| 72           | Pavel Kochetkov (RUS)      | 36e          |
| 73           | Víctor de la Parte (ESP)   | 15e          |
| 74           | Łukasz Wiśniowski (POL)    | AB-7         |
| 75           | Szymon Sajnok (POL)        | NP-8         |
| 76           | Nathan Van Hooydonck (BEL) | 85e          |
| 77           | Georg Zimmermann (GER)     | 73e          |

| Cofidis COF | Cofidis COF             | Cofidis COF |
| ----------- | ----------------------- | ----------- |
| Num         | Coureur                 | Pos         |
| 81          | Piet Allegaert (BEL)    | 104e        |
| 82          | Dimitri Claeys (BEL)    | 74e         |
| 83          | Nathan Haas (AUS)       | 90e         |
| 84          | Fabio Sabatini (ITA)    | 143e        |
| 85          | Kenneth Vanbilsen (BEL) | 134e        |
| 86          | Julien Vermote (BEL)    | 83e         |
| 87          | Attilio Viviani (ITA)   | 145e        |

| Deceuninck-Quick Step DQT | Deceuninck-Quick Step DQT | Deceuninck-Quick Step DQT |
| ------------------------- | ------------------------- | ------------------------- |
| Num                       | Coureur                   | Pos                       |
| 91                        | Davide Ballerini (ITA)    | 79e                       |
| 92                        | Stijn Steels (BEL)        | 131e                      |
| 93                        | Iljo Keisse (BEL)         | 120e                      |
| 94                        | James Knox (GBR)          | 7e                        |
| 95                        | Fausto Masnada (ITA)      | 6e                        |
| 96                        | Florian Sénéchal (FRA)    | 81e                       |
| 97                        | Bert Van Lerberghe (BEL)  | 99e                       |

| EF Pro Cycling EF1 | EF Pro Cycling EF1        | EF Pro Cycling EF1 |
| ------------------ | ------------------------- | ------------------ |
| Num                | Coureur                   | Pos                |
| 101                | Michael Woods (CAN)       | 8e                 |
| 102                | Jonathan Caicedo (ECU)    | 59e                |
| 103                | Simon Clarke (AUS)        | 108e               |
| 104                | Lawson Craddock (USA)     | 128e               |
| 105                | Ruben Guerreiro (POR)     | 39e                |
| 106                | Magnus Cort Nielsen (DEN) | NP-8               |
| 107                | Tanel Kangert (EST)       | 25e                |

| Gazprom-RusVelo GAZ | Gazprom-RusVelo GAZ   | Gazprom-RusVelo GAZ |
| ------------------- | --------------------- | ------------------- |
| Num                 | Coureur               | Pos                 |
| 111                 | Igor Boev (RUS)       | 140e                |
| 112                 | Marco Canola (ITA)    | AB-7                |
| 113                 | Imerio Cima (ITA)     | AB-7                |
| 114                 | Denis Nekrasov (RUS)  | 21e                 |
| 115                 | Ivan Rovny (RUS)      | 95e                 |
| 116                 | Alexey Rybalkin (RUS) | AB-6                |
| 117                 | Simone Velasco (ITA)  | 82e                 |

| Groupama-FDJ GFC | Groupama-FDJ GFC        | Groupama-FDJ GFC |
| ---------------- | ----------------------- | ---------------- |
| Num              | Coureur                 | Pos              |
| 121              | Anthony Roux (FRA)      | 61e              |
| 122              | Kilian Frankiny (SUI)   | 27e              |
| 123              | Olivier Le Gac (FRA)    | 58e              |
| 124              | Bruno Armirail (FRA)    | 18e              |
| 125              | Romain Seigle (FRA)     | AB-5             |
| 126              | Benjamin Thomas (FRA)   | 55e              |
| 127              | Tobias Ludvigsson (SWE) | 75e              |

| Israel Start-Up Nation ISN | Israel Start-Up Nation ISN      | Israel Start-Up Nation ISN |
| -------------------------- | ------------------------------- | -------------------------- |
| Num                        | Coureur                         | Pos                        |
| 131                        | Matthias Brändle (AUT) (chrono) | 152e                       |
| 132                        | Alexander Cataford (CAN)        | 72e                        |
| 133                        | Davide Cimolai (ITA)            | NP-8                       |
| 134                        | Alex Dowsett (GBR) (chrono)     | 144e                       |
| 135                        | Daniel Navarro (ESP)            | 26e                        |
| 136                        | Guy Sagiv (ISR) (route)         | 139e                       |
| 137                        | Rick Zabel (GER)                | 119e                       |

| Lotto-Soudal LTS | Lotto-Soudal LTS         | Lotto-Soudal LTS |
| ---------------- | ------------------------ | ---------------- |
| Num              | Coureur                  | Pos              |
| 141              | Adam Hansen (AUS)        | 138e             |
| 142              | Kobe Goossens (BEL)      | 107e             |
| 143              | Carl Fredrik Hagen (NOR) | 48e              |
| 144              | Matthew Holmes (GBR)     | 63e              |
| 145              | Nikolas Maes (BEL)       | 111e             |
| 146              | Stefano Oldani (ITA)     | 100e             |
| 147              | Florian Vermeersch (BEL) | 118e             |

| Mitchelton-Scott MTS | Mitchelton-Scott MTS        | Mitchelton-Scott MTS |
| -------------------- | --------------------------- | -------------------- |
| Num                  | Coureur                     | Pos                  |
| 151                  | Simon Yates (GBR)           | 1er                  |
| 152                  | Edoardo Affini (ITA)        | 121e                 |
| 153                  | Brent Bookwalter (USA)      | 67e                  |
| 154                  | Jack Haig (AUS)             | 10e                  |
| 155                  | Lucas Hamilton (AUS)        | 32e                  |
| 156                  | Michael Hepburn (AUS)       | 117e                 |
| 157                  | Cameron Meyer (AUS) (route) | 92e                  |

| Movistar Team MOV | Movistar Team MOV       | Movistar Team MOV |
| ----------------- | ----------------------- | ----------------- |
| Num               | Coureur                 | Pos               |
| 161               | Davide Villella (ITA)   | 24e               |
| 162               | Juan Diego Alba (COL)   | 101e              |
| 163               | Héctor Carretero (ESP)  | 78e               |
| 164               | Matteo Jorgenson (USA)  | 46e               |
| 165               | Sergio Samitier (ESP)   | 51e               |
| 166               | Eduardo Sepúlveda (ARG) | 44e               |
| 167               | Albert Torres (ESP)     | 150e              |

| NTT Pro Cycling NTT | NTT Pro Cycling NTT           | NTT Pro Cycling NTT |
| ------------------- | ----------------------------- | ------------------- |
| Num                 | Coureur                       | Pos                 |
| 171                 | Louis Meintjes (RSA)          | 12e                 |
| 172                 | Carlos Barbero (ESP)          | 98e                 |
| 173                 | Samuele Battistella (ITA)     | 110e                |
| 174                 | Victor Campenaerts (BEL)      | 93e                 |
| 175                 | Benjamin Dyball (AUS)         | 103e                |
| 176                 | Enrico Gasparotto (SUI)       | 42e                 |
| 177                 | Amanuel Ghebreigzabhier (ERI) | 47e                 |

| Ineos Grenadiers IGD | Ineos Grenadiers IGD         | Ineos Grenadiers IGD |
| -------------------- | ---------------------------- | -------------------- |
| Num                  | Coureur                      | Pos                  |
| 181                  | Geraint Thomas (GBR)         | 2e                   |
| 182                  | Rohan Dennis (AUS)           | 87e                  |
| 183                  | Eddie Dunbar (IRL)           | NP-4                 |
| 184                  | Christopher Froome (GBR)     | 91e                  |
| 185                  | Filippo Ganna (ITA) (chrono) | 116e                 |
| 186                  | Tao Geoghegan Hart (GBR)     | 30e                  |
| 187                  | Salvatore Puccio (ITA)       | 62e                  |

| Jumbo-Visma TJV | Jumbo-Visma TJV              | Jumbo-Visma TJV |
| --------------- | ---------------------------- | --------------- |
| Num             | Coureur                      | Pos             |
| 191             | Pascal Eenkhoorn (NED)       | 57e             |
| 192             | Paul Martens (GER)           | 65e             |
| 193             | Christoph Pfingsten (GER)    | 35e             |
| 194             | Timo Roosen (NED)            | 71e             |
| 195             | Mike Teunissen (NED)         | 102e            |
| 196             | Jos van Emden (NED) (chrono) | 89e             |
| 197             | Maarten Wynants (BEL)        | 88e             |

| Team Sunweb SUN | Team Sunweb SUN        | Team Sunweb SUN |
| --------------- | ---------------------- | --------------- |
| Num             | Coureur                | Pos             |
| 201             | Michael Matthews (AUS) | 54e             |
| 202             | Alberto Dainese (ITA)  | 146e            |
| 203             | Chris Hamilton (AUS)   | 37e             |
| 204             | Jai Hindley (AUS)      | 13e             |
| 205             | Wilco Kelderman (NED)  | 4e              |
| 206             | Sam Oomen (NED)        | 11e             |
| 207             | Martijn Tusveld (NED)  | 56e             |

| Total Direct Énergie TDE | Total Direct Énergie TDE | Total Direct Énergie TDE |
| ------------------------ | ------------------------ | ------------------------ |
| Num                      | Coureur                  | Pos                      |
| 211                      | Niki Terpstra (NED)      | 125e                     |
| 212                      | Jonathan Hivert (FRA)    | 105e                     |
| 213                      | Lorrenzo Manzin (FRA)    | 113e                     |
| 214                      | Adrien Petit (FRA)       | 135e                     |
| 215                      | Julien Simon (FRA)       | 141e                     |
| 216                      | Rein Taaramäe (EST)      | AB-4                     |
| 217                      | Dries Van Gestel (BEL)   | 64e                      |

| Trek-Segafredo TFS | Trek-Segafredo TFS       | Trek-Segafredo TFS |
| ------------------ | ------------------------ | ------------------ |
| Num                | Coureur                  | Pos                |
| 221                | Vincenzo Nibali (ITA)    | 19e                |
| 222                | Julien Bernard (FRA)     | 60e                |
| 223                | Gianluca Brambilla (ITA) | 9e                 |
| 224                | Alex Kirsch (LUX)        | NP-6               |
| 225                | Koen de Kort (NED)       | 142e               |
| 226                | Antonio Nibali (ITA)     | 76e                |
| 227                | Pieter Weening (NED)     | 38e                |

| UAE Team Emirates UAD | UAE Team Emirates UAD       | UAE Team Emirates UAD |
| --------------------- | --------------------------- | --------------------- |
| Num                   | Coureur                     | Pos                   |
| 231                   | Fernando Gaviria (COL)      | 130e                  |
| 232                   | Mikkel Bjerg (DEN)          | 109e                  |
| 233                   | Rui Costa (POR) (route)     | 28e                   |
| 234                   | Sergio Henao (COL)          | 22e                   |
| 235                   | Sebastián Molano (COL)      | 149e                  |
| 236                   | Aleksandr Riabushenko (BLR) | 114e                  |
| 237                   | Maximiliano Richeze (ARG)   | 148e                  |

| Vini Zabù-KTM THR | Vini Zabù-KTM THR          | Vini Zabù-KTM THR |
| ----------------- | -------------------------- | ----------------- |
| Num               | Coureur                    | Pos               |
| 241               | Luca Wackermann (ITA)      | AB-7              |
| 242               | Marco Frapporti (ITA)      | 84e               |
| 243               | James Mitri (NZL)          | 137e              |
| 244               | Veljko Stojnić (SRB)       | 127e              |
| 245               | Riccardo Stacchiotti (ITA) | NP-8              |
| 246               | Giovanni Visconti (ITA)    | NP-8              |
| 247               | Edoardo Zardini (ITA)      | 136e              |